# مارماهی باغچه‌ای
مارماهی باغچه‌ای (به انگلیسی: garden eels) از خانواده مارماهی دریایی است و در هند و اقیانوسیه زندگی می‌کند، اما گونه‌هایی نیز در قسمت‌های گرمتر اقیانوس اطلس (از جمله کارائیب) و شرق اقیانوس آرام یافت می‌شود. این مارماهی‌های کوچک در کف دریا زندگی می‌کنند و نامشان را به خاطر بیرون آوردن سرشان از سوراخشان در حالی که بیشتر بدن آنها پنهان مانده‌است گرفته‌اند.